# Radość życia
Radość życia – dwunasty tom cyklu Rougon-Macquartowie, opowieść o losach Pauliny Quenu, córki Lizy Macquart.

## Treść
W 1863 r. dziesięcioletnia Paulina Quenu traci rodziców i trafia pod opiekę dalekich krewnych, rodziny Chanteau w normandzkim miasteczku Bonneville. Jej przyszłość wydaje się być zapewniona poprzez niewielką schedę po matce, także jej relacje z opiekunami układają się dobrze. Dziewczyna zaprzyjaźnia się, a następnie zakochuje w starszym o dziewięć lat ich synu Łazarzu.
Dorastająca Paulina jest optymistką, pełną energii i tytułowej radości życia, która czyni młodą dziewczynę jedną z bardziej lubianych osób w miasteczku. Jedynie w swojej rodzinie Paulina spotyka się z kolejnymi trudnościami – jej majątek uszczuplają kolejne pożyczki, których opiekunka i Łazarz nie zamierzają oddawać. Kolejne projekty techniczne i artystyczne młodzieńca zawodzą, co utwierdza go w przekonaniu o bezsensowności życia. Umiera pani Chanteau. Nihilista Łazarz porzuca Paulinę, by ożenić się z Luizą, córką bogatego bankiera. Małżeństwo okazuje się być od początku pomyłką; Łazarz chce wrócić do Pauliny, lecz ta nie chce pozamałżeńskiego romansu.
Słaba i nieprzyzwyczajona do trudności życia Luiza omal nie umiera przy porodzie, wydając na świat niezwykle słabego chłopczyka, którego bierze pod opiekę Paulina i już na stałe zostaje jego przybraną matką. W finałowej scenie utworu Paulina oraz jej przybrany ojciec, mimo postępującego paraliżu, ze zdumieniem dowiadują się o samobójstwie starej służącej, stwierdzając, że był to czyn bezsensowny, gdyż sensem życia człowieka jest radość życia.

## Geneza utworu
Wbrew swojemu tytułowi i przesłaniu, bezpośrednią inspiracją do napisania Radości życia były dla Zoli tragicznie doświadczenia związane ze śmiercią matki oraz wielkiego literackiego autorytetu, Gustawa Flauberta. Pisarz, według wspomnień współczesnych, zaczął z wielkim pesymizmem patrzeć na świat, postanowił również napisać powieść, której głównym tematem będą nieszczęścia i śmierć. Dodatkowym powodem depresji autora było rozczarowanie postępowaniem jego naśladowców-naturalistów, z których wielu porzuciło lansowany przez niego optymizm i wiarę w postęp technologiczny na rzecz fatalizmu i niewiary w sens życia, a przez to pochwały całkowitej bierności społecznej (takiej interpretacji naturalizmu dokonali także niektórzy członkowie grupy medańskiej, Hennique i Ceard). Radość życia miała zatem równocześnie stanowić wyraz psychicznych rozterek Zoli, jak i odpowiedź na niezgodną z jego życzeniem interpretację metody naturalistycznej. Ten swoisty dualizm w psychice autora odbija kontrast między Łazarzem i Pauliną.

## Przesłanie
Zola, nie stosując się do zasad dziedziczenia czyni z bohaterki pierwszą (drugą będzie Klotylda Rougon z Doktora Pascala) pełną wyrazicielkę filozofii radości życia. Paulina mimo spotykających ją nieszczęść umie zachować optymizm, wiarę w zmiany na lepsze oraz w sens dalszego życia i altruizmu. W dodatku jej motywacją do takiego życia nie jest religia (jest niewierząca), ale wewnętrzne przekonanie, iż tak właśnie żyć należy. Tym samym Radość życia, choć jest równocześnie analizą życia na normandzkiej wsi, ma cechy utworu z morałem w większym stopniu niż którakolwiek z pozostałych części cyklu. Zola zdecydowanie potępia nihilizm i bierność społeczną reprezentowaną przez Łazarza Chanteau, wskazując, że mimo okrucieństw życia (bohaterów spotykają praktycznie wszystkie możliwe nieszczęścia) człowiek nie może porzucić optymizmu, chęci pracy na rzecz zmiany na lepsze swojego otoczenia. Paulina Quenu jest rozwinięciem postaci Denise Baudu z Wszystko dla pań.

## Recepcja
Radość życia została przyjęta dość pozytywnie, jednak jej przesłanie na ogół pozostało niezrozumiane przez krytykę. Wielu recenzentów uznało tytuł, wobec ogromu ukazanych w utworze nieszczęść, za gorzką ironię – co pozostawało w całkowitej sprzeczności z otwarcie wyrażanymi zamiarami autora, a dzieło – za kolejny przejaw literackiego pesymizmu. Jak zawsze z kolei zachwycali się książką młodzi naturaliści, nawet ci, którzy w toku późniejszej pracy całkowicie odeszli od zasad naturalizmu proponowanych przez Zolę.